# کیکو میورا
کیکو میورا (انگلیسی: Keiko Miura؛ زادهٔ ۱۶ مارس ۱۹۷۵) بازیکن هاکی روی چمن اهل ژاپن بود.